# Macchia Nera - Colle Serracina
Macchia Nera - Colle Serracina este o arie protejată (arie specială de conservare — SAC, sit de importanță comunitară — SCI) din Italia întinsă pe o suprafață de 525 ha, integral pe uscat.

## Localizare
Centrul sitului Macchia Nera - Colle Serracina este situat la coordonatele 41°56′56″N 14°40′28″E / 41.948889°N 14.674444°E.

## Înființare
Situl Macchia Nera - Colle Serracina a fost declarat sit de importanță comunitară în septembrie 1995 pentru a proteja 23 de specii de animale. Situl a fost protejat și ca arie specială de conservare în martie 2017.

## Biodiversitate
Situată în ecoregiunea mediteraneană, aria protejată conține 1 habitat natural: Păduri de stejar alb estice.
La baza desemnării sitului se află mai multe specii protejate:
- păsări (22): fâsă-de-câmp (Anthus campestris), ciuf-de-pădure (Asio otus), pasărea ogorului (Burhinus oedicnemus), ciocârlie-cu-degete-scurte (Calandrella brachydactyla), caprimulg (Caprimulgus europaeus), erete de stuf (Circus aeruginosus), erete vânăt (Circus cyaneus), Falco biarmicus, șoim de iarnă (Falco columbarius), Falco naumanni, șoimul rândunelelor (Falco subbuteo), vânturel roșu (Falco tinnunculus), vânturel de seară (Falco vespertinus), sfrâncioc cu cap roșu (Lanius senator), ciocârlie de bărăgan (Melanocorypha calandra), prigoare (Merops apiaster), gaia neagră (Milvus migrans), gaia roșie (Milvus milvus), mierlă albastră (Monticola solitarius), vultur pescar (Pandion haliaetus), vrabie de stâncă (Petronia petronia), silvie de tufiș (Sylvia undata)
- nevertebrate (1): Melanargia arge

Pe lângă speciile protejate, pe teritoriul sitului au mai fost identificate 12 specii de plante.